# Gończyce
Gończyce es un pueblo de Polonia, en Mazovia. Se encuentra en el distrito (Gmina) de Sobolew, perteneciente al condado (Powiat) de Garwolin. Se encuentra aproximadamente a 7 km al noreste de Sobolew, 15 km al sureste de Garwolin, y a 70 km al sureste de Varsovia. Su población es de 840 habitantes.
Entre 1975 y 1998 perteneció al voivodato de Siedlce.